# أولاد العرب
أولاد العرب قرية سوريّة تتبع إداريّاً لمحافظة حلب منطقة عفرين ناحية معبطلي، بلغ تعداد سكانها 2,189 نسمة حسب التعداد السكاني لعام 2004.